# Tong La
Tong La (kinesiska: 通拉) är ett bergspass i Kina. Det ligger i den autonoma regionen Tibet, i den sydvästra delen av landet, omkring 500 kilometer väster om regionhuvudstaden Lhasa.
Runt Tong La är det mycket glesbefolkat, med 2 invånare per kvadratkilometer. Trakten runt Tong La består i huvudsak av gräsmarker.
Genomsnittlig årsnederbörd är 855 millimeter. Den regnigaste månaden är juli, med i genomsnitt 163 mm nederbörd, och den torraste är november, med 3 mm nederbörd.